# Derolus volvulus
Derolus volvulus (лат.) — вид жуков-усачей из подсемейства собственно усачей. Распространён в Лаосе, Индии, Китае, Саудовской Аравии и на Филиппинских островах. Кормовыми растениями личинок являются альбиция ленкоранская и сал.